# Karolina (województwo śląskie)
Karolina – wieś w Polsce, położona w województwie śląskim, w powiecie częstochowskim, w gminie Rędziny i sołectwie Kościelec. W latach 1975–1998 miejscowość administracyjnie należała do województwa częstochowskiego.
Do wsi dojeżdża linia Rk gminnego przewoźnika GZK Rędziny w relacji Częstochowa (ul. Piłsudskiego) - Rędziny - Rudniki - Kościelec - Karolina.